# Мёдзин (гора)
Мёдзин (яп. 明神岳 Myōjin-dake) — гора в Японии на границе Мацусака и Каваками. Высота горы составляет 1432 метра.

## Маршруты к вершине
Существуют несколько маршрутов к вершине горы. Многие альпинисты, которые направляются к горе Хотака или Яри, используют путь длиной 3,7 км от горы Токусава к Мёдзин и обратно. Также, на горе расположены вспомагательные таблички с указанием правильного направления для помощи туристам.
В целом, путь к вершине занимает 2—3 часа.

## Галерея

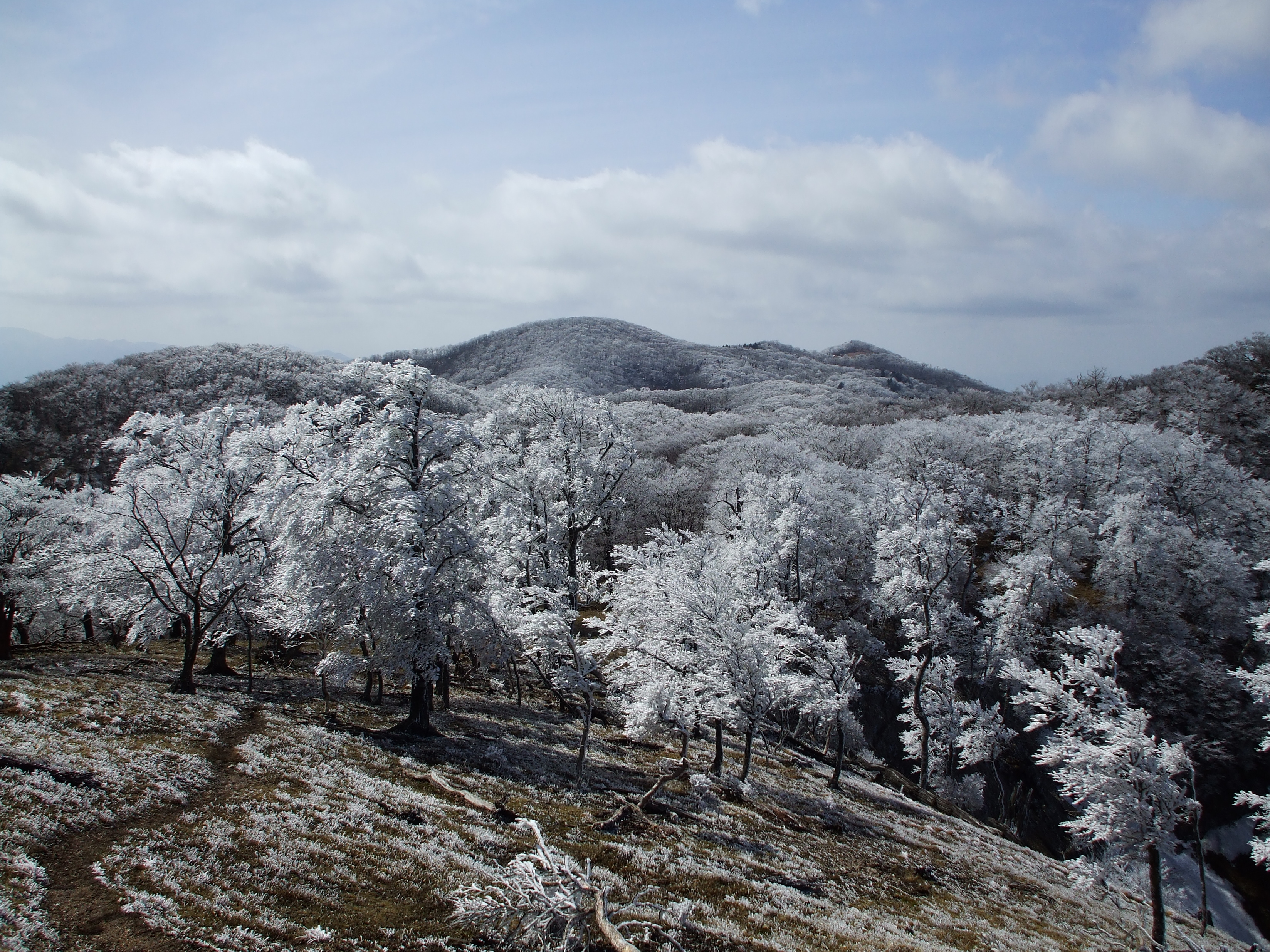
Вид на Мёдзин с горы Хинокидзука Окуминэ[англ.] (март 2009)
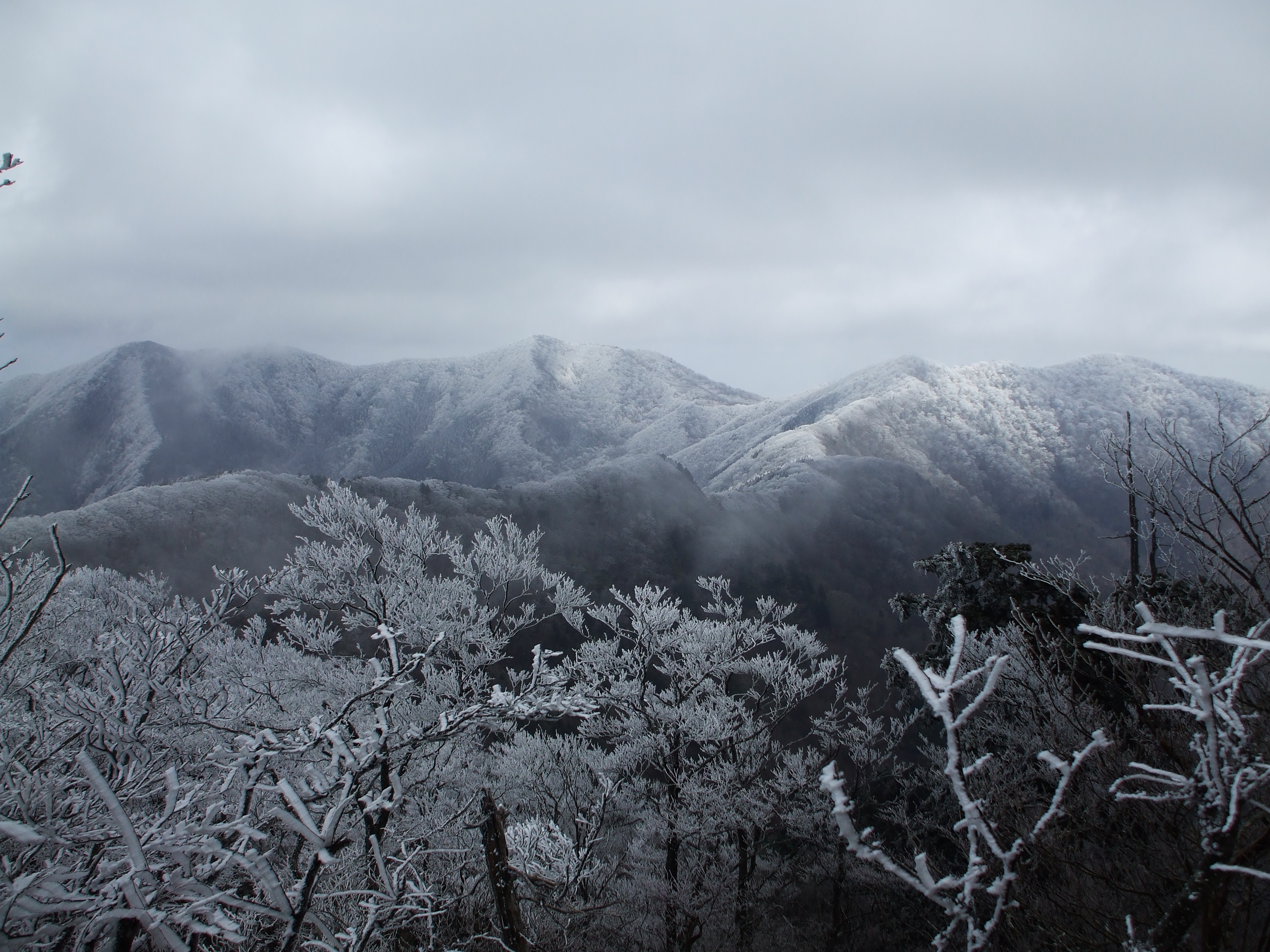
Вид на Мёдзин с горы Адзами[англ.] (март 2009)
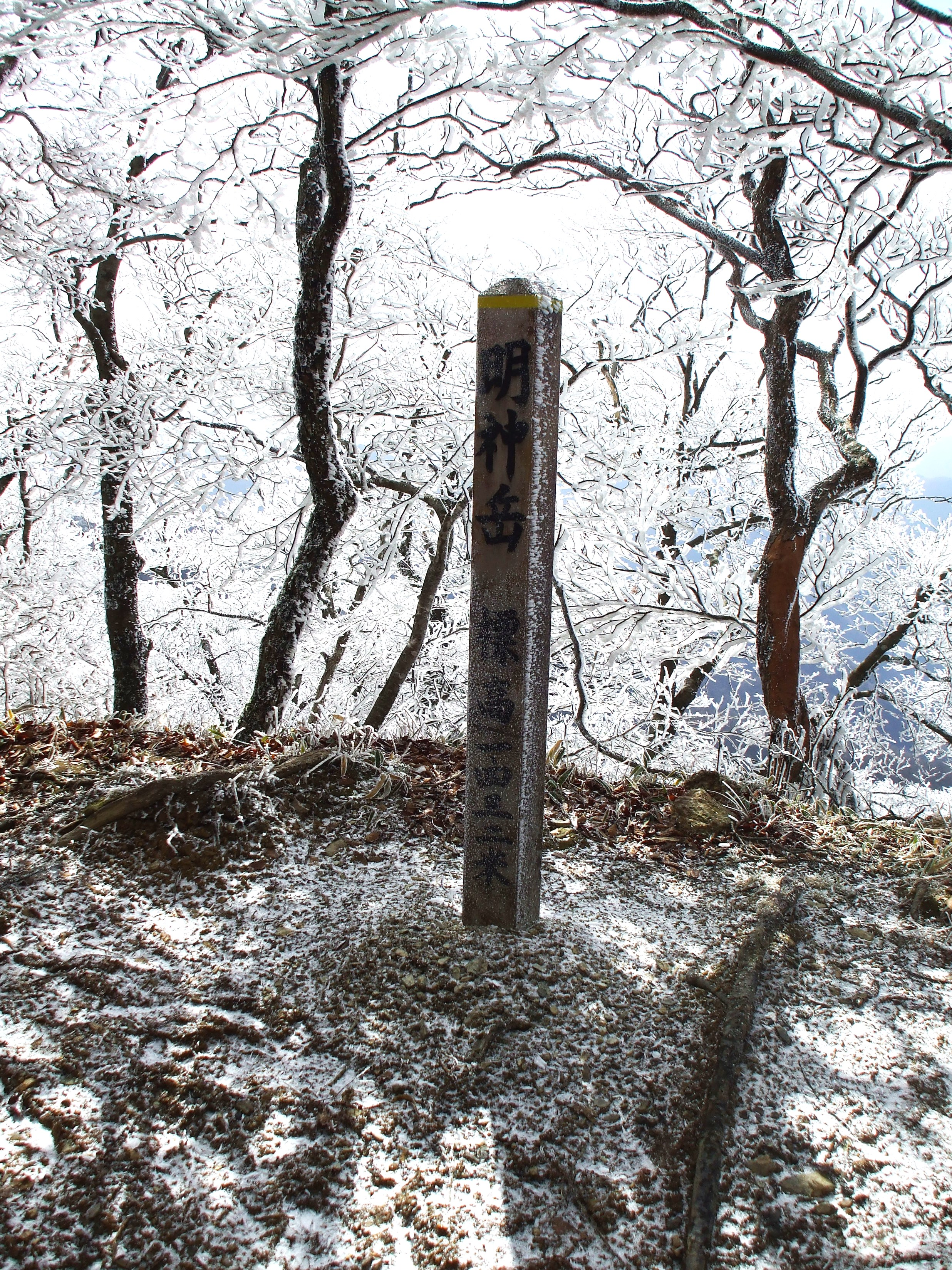
Вершина горы (март 2009)
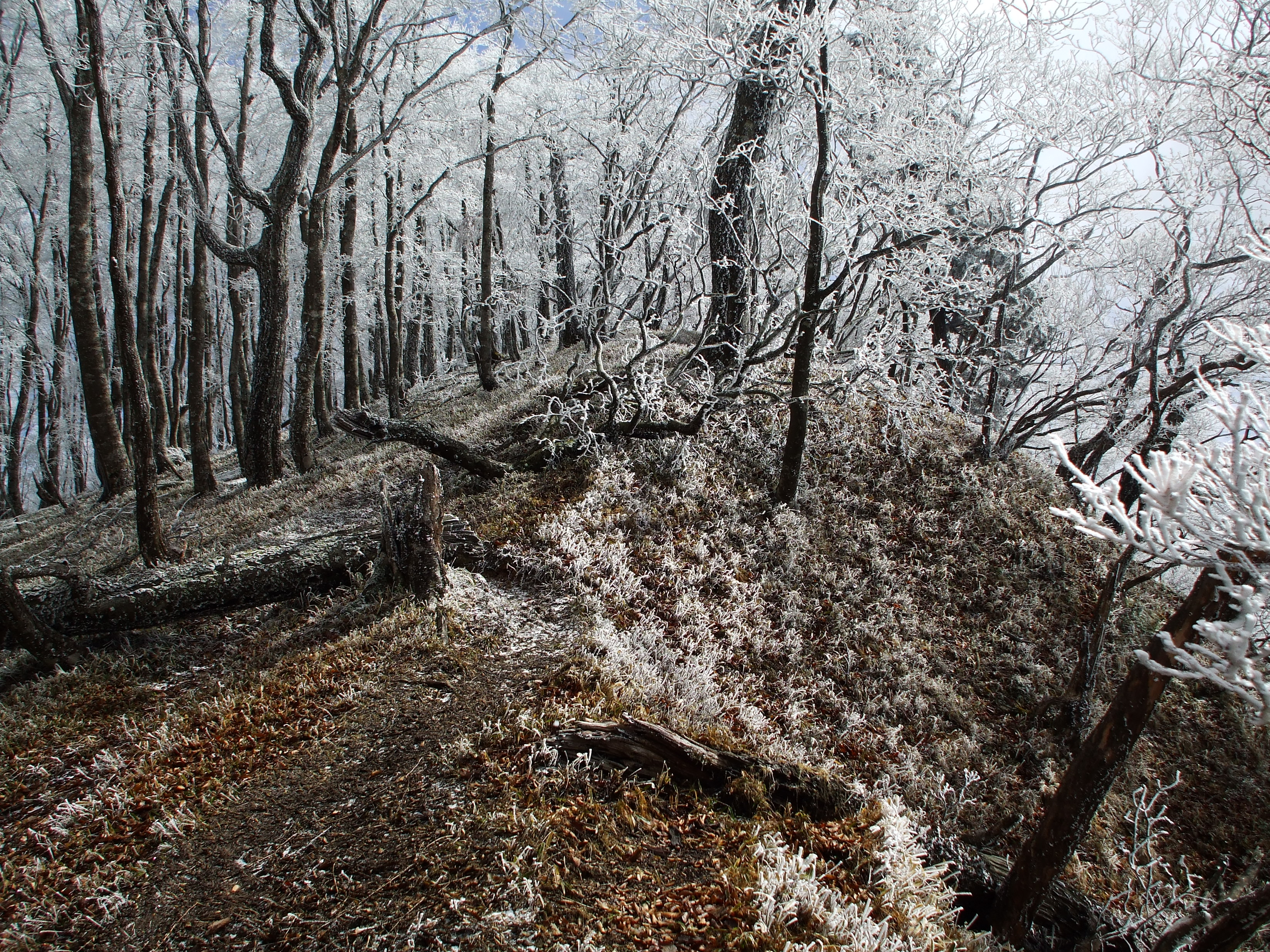
Путь к вершине Мёдзин (март 2009)
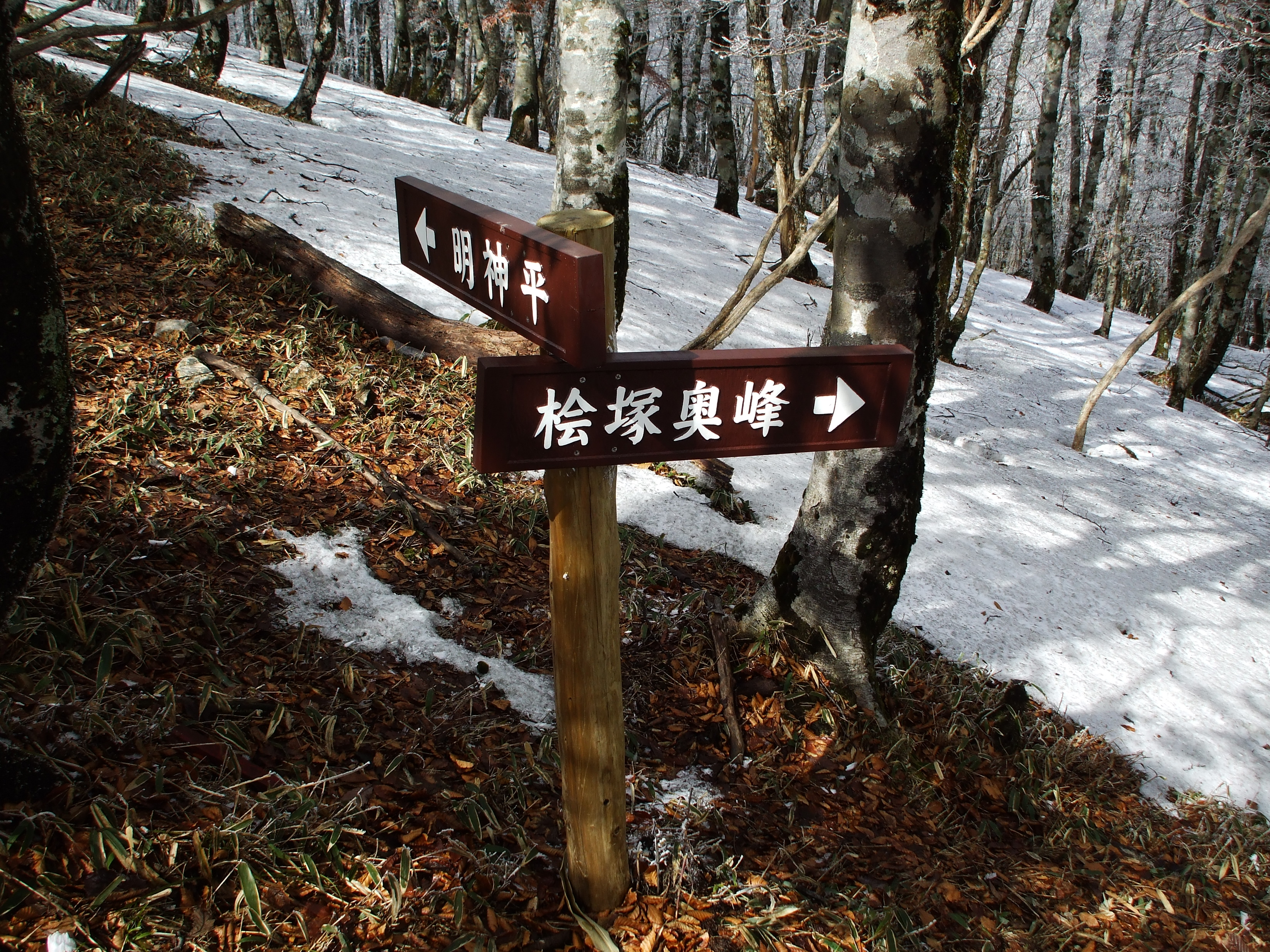
Путь к вершине Мёдзин (март 2009)
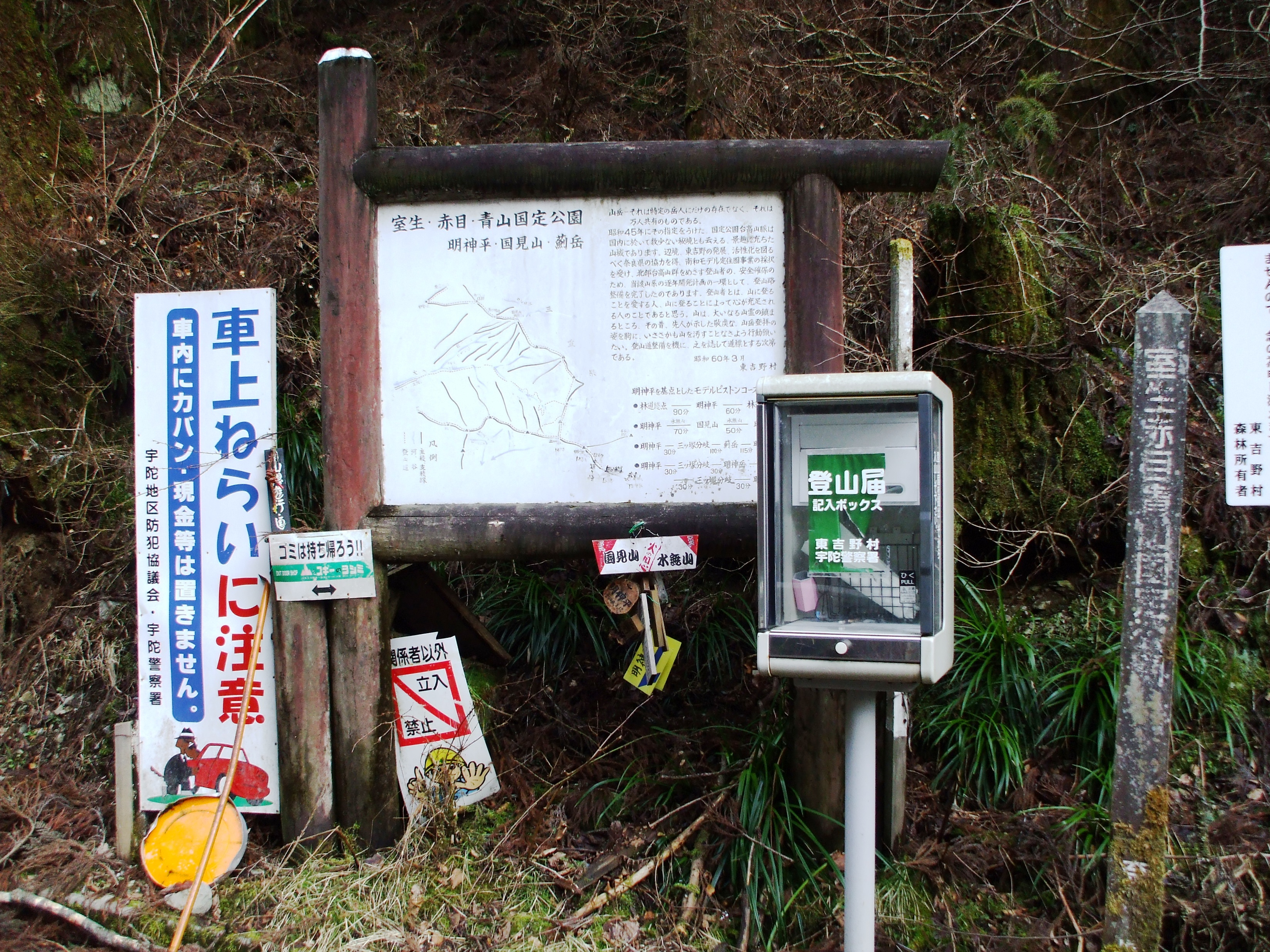
Вход на маршрут восхождения на гору Мёдзин (март 2009)